# Jean Thonon sr.
Jean Thonon was een beeldhouwer in het prinsbisdom Luik. Hij leefde in Dinant aan het einde van de zestiende eeuw en het begin van de zeventiende eeuw.
De stad Dinant maakte in het ancien régime deel uit van het prinsbisdom Luik. Buiten de stad Dinant is ook werk van Thonon bekend in 's-Hertogenbosch, geleverd op bestelling en betaald door Jacques Matheus uit Delft, alsook beeldhouwwerk afgeleverd aan de abdissen van Nijvel. In de Sint-Gertrudiskerk, de vroegere grafkerk van de abdij, bevinden zich nog enkele bas-reliëfs uit 1629 en een aantal nog oudere heiligenbeelden.
Zijn zoon Jean Thonon jr. werd ook beeldhouwer.

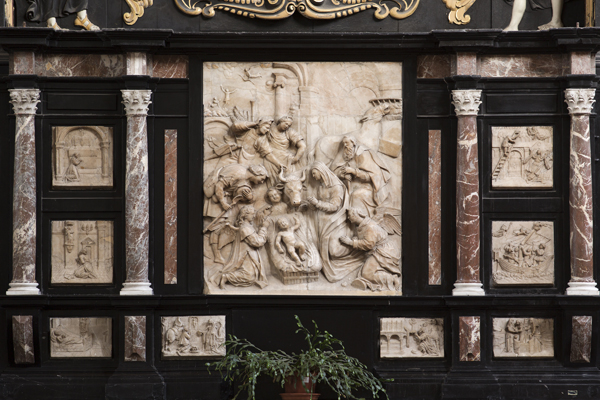
Sint-Gertrudiskerk, Nijvel
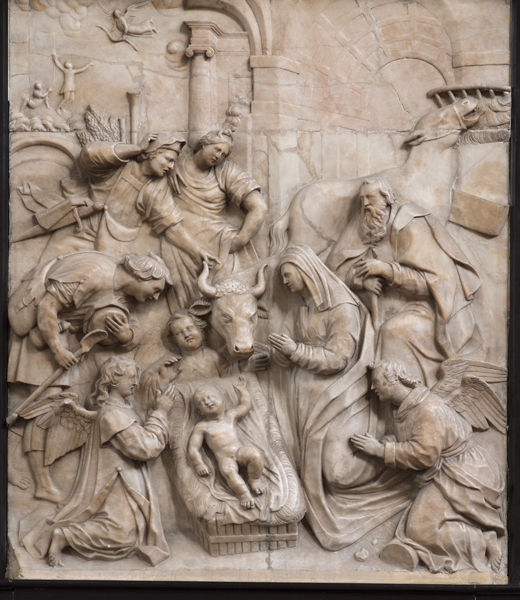
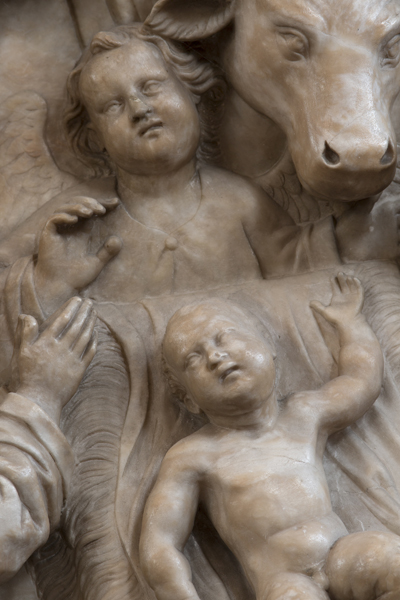
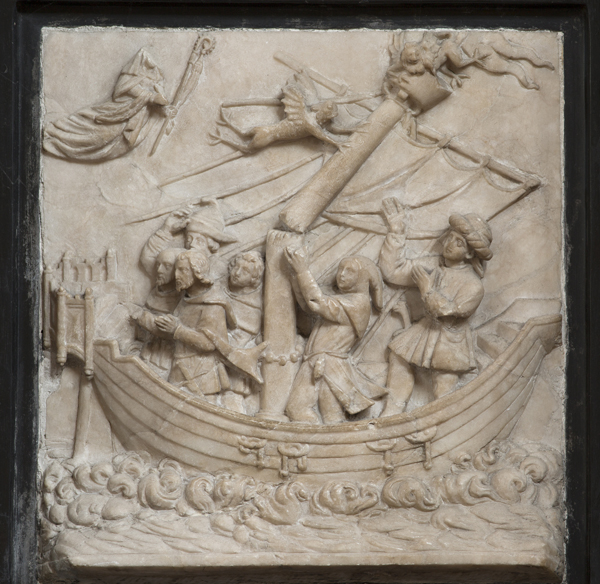
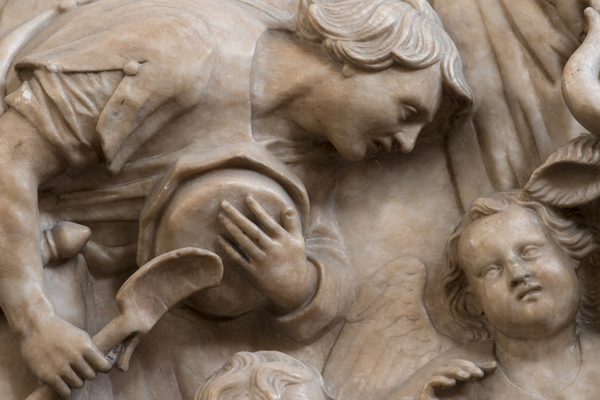